# George Stanley
Pour les articles homonymes, voir Stanley.
George Francis Gillman Stanley (né le 6 juillet 1907 et mort le 13 septembre 2002) est un historien canadien et lieutenant-gouverneur du Nouveau-Brunswick.

## Biographie
George F.G. Stanley naît à Calgary, en Alberta, le 6 juillet 1907.
Il suit des études à l'Université de l'Alberta puis à Keble College, un des collèges de l'Université d'Oxford. Il commence en 1936 une carrière de professeur d'histoire à l'Université Mount Allison à Sackville, au Nouveau-Brunswick, avant de s'engager comme historien au quartier général de l'armée canadienne à Londres durant la Seconde Guerre mondiale.
Stanley est mis à contribution dans les années 1960 pour la recherche d'un drapeau pour le Canada et il est considéré comme un des pères du drapeau canadien, avec Lester B. Pearson et John Matheson.
Il est nommé lieutenant-gouverneur du Nouveau-Brunswick du 23 décembre 1981 au 20 août 1987.
George Stanley décéda le 13 septembre 2002.